# Santiago Casulleras i Forteza
Santiago Casulleras Forteza (Barcelona, 7 de juliol de 1901 - 2 de setembre de 1960) fou un arquitecte català.
Va fer diversos edificis a Sabadell, entre els quals destaquen la fàbrica Artèxtil, les «cases de cal Garcia» i l'església de Sant Oleguer a la urbanització Nostra Llar), les cases de Josep Comadran i Cisa, de Josep Guasch i Sampere (c. de la Indústria, 16 cantonada amb el c. de Cristòfor), seu durant alguns anys de la Mutua de Seguros Sabadell. Una altra de les seves obres emblemàtiques a la ciutat és la Casa Tamburini, al carrer de la Indústria cantonada amb carrer de Sant Llorenç.
El seu fons personal es conserva a l'Arxiu Històric de Sabadell, des que el 2011 va ser donat desinteressadament per Ramon Palau. Està constituït per uns 400 lligalls de documentació original dels anys 20 als 50 del segle xx. Estava casat amb Maria Teresa Rodríguez Lloveras des del juny de 1928 i fou tresorer de la secció arquitectura del Centre Excursionista de Catalunya.

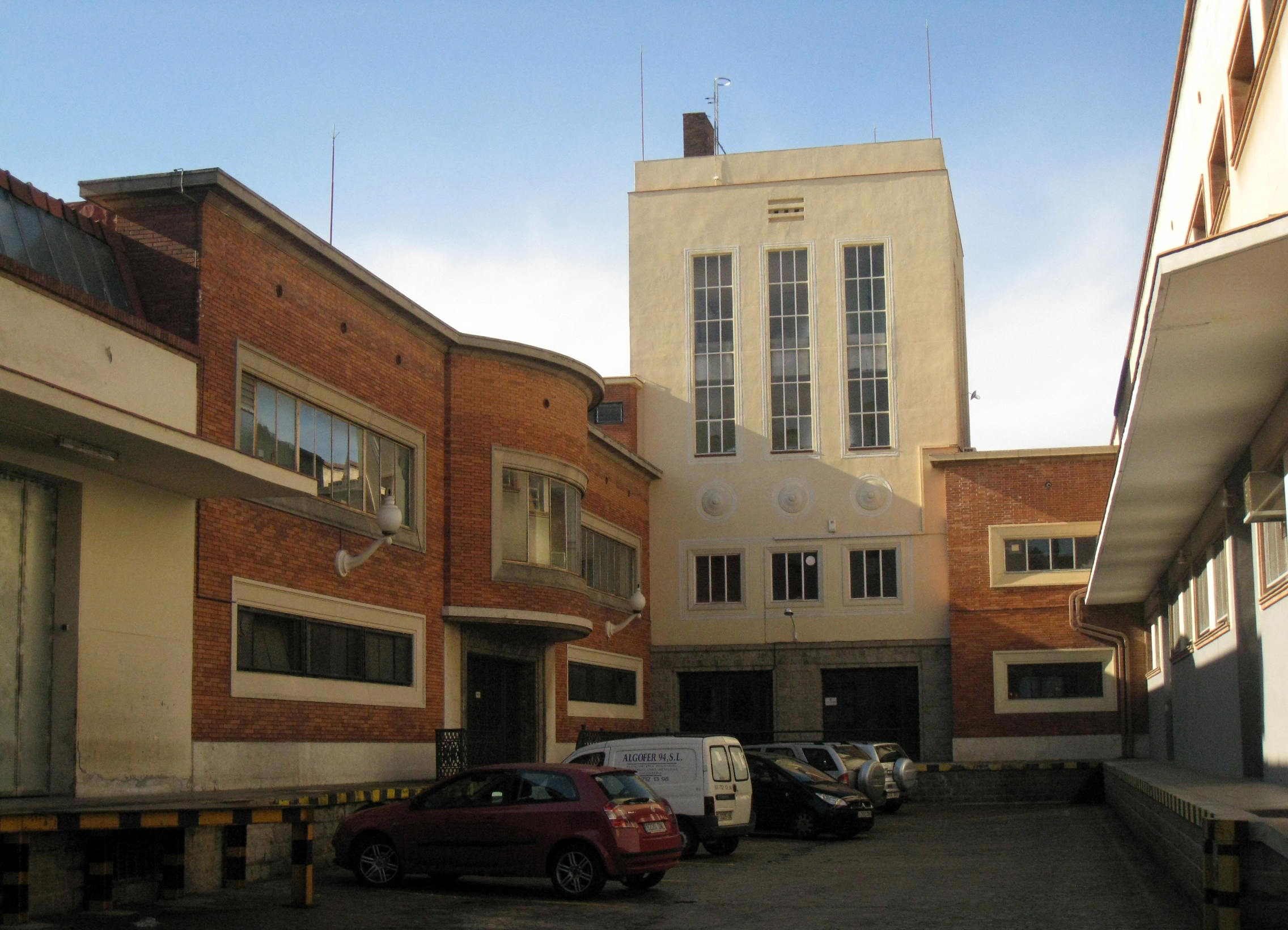
Fàbrica Molins Germans
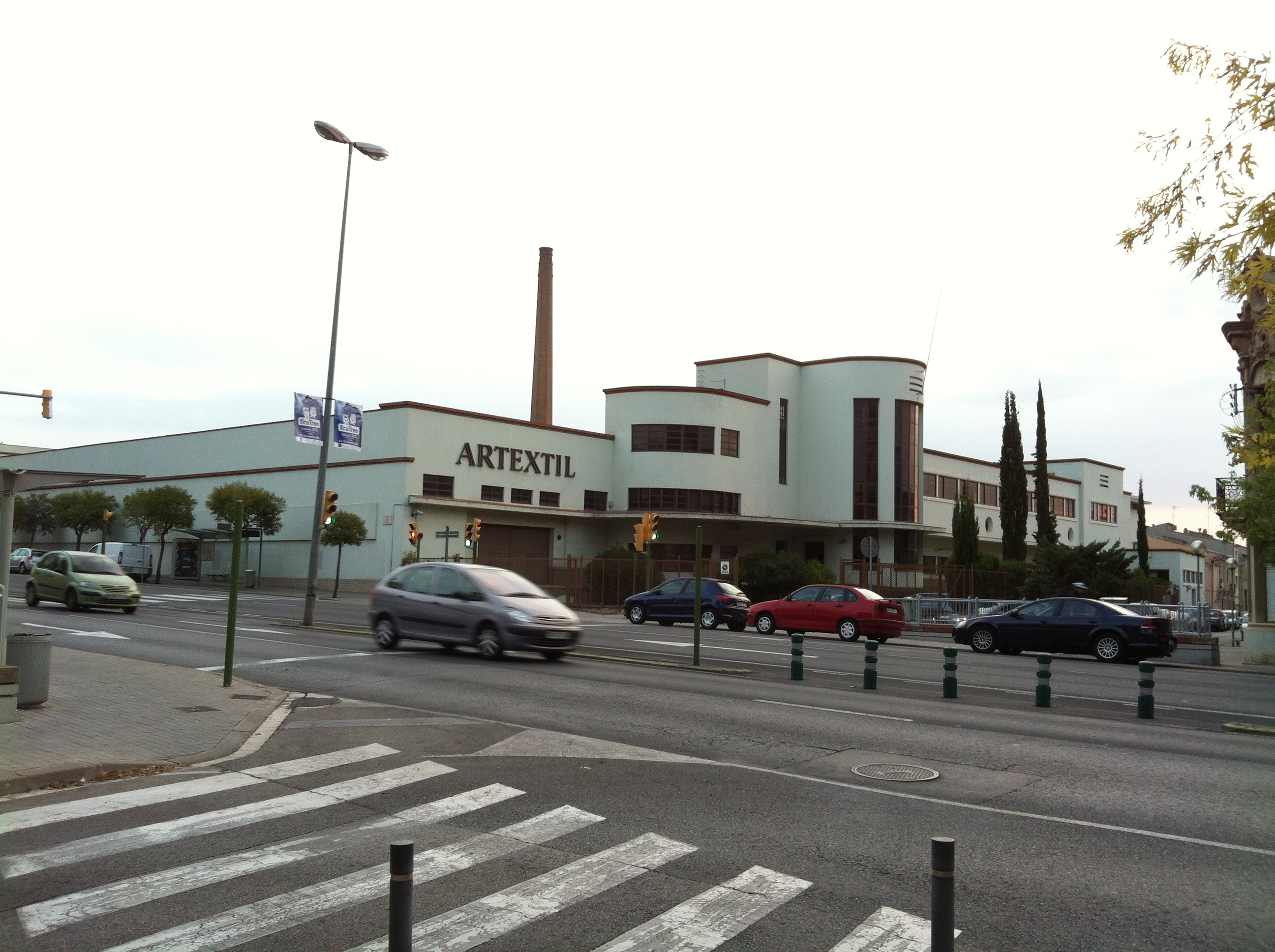
Artèxtil
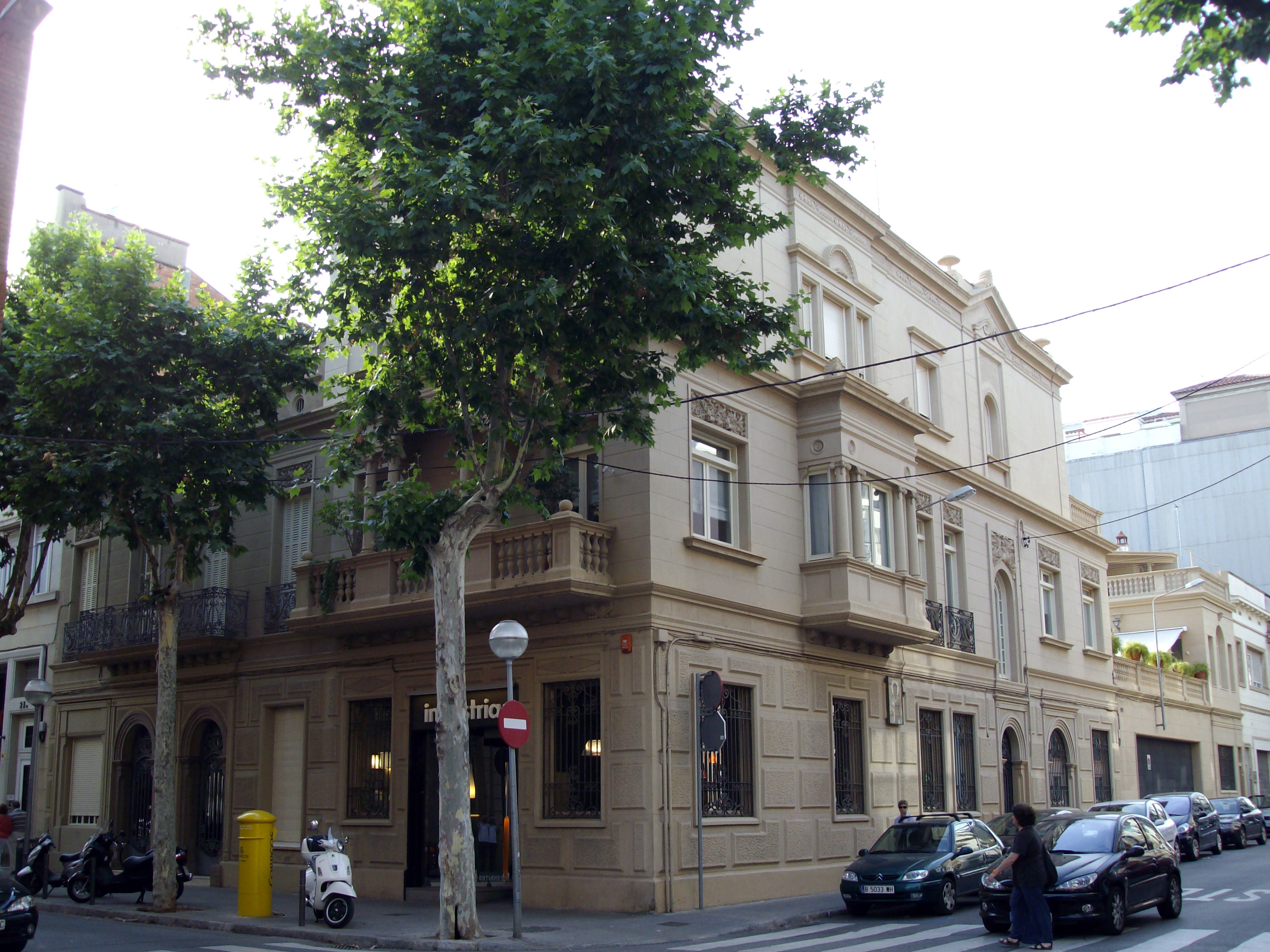
Cases d'en Comadran
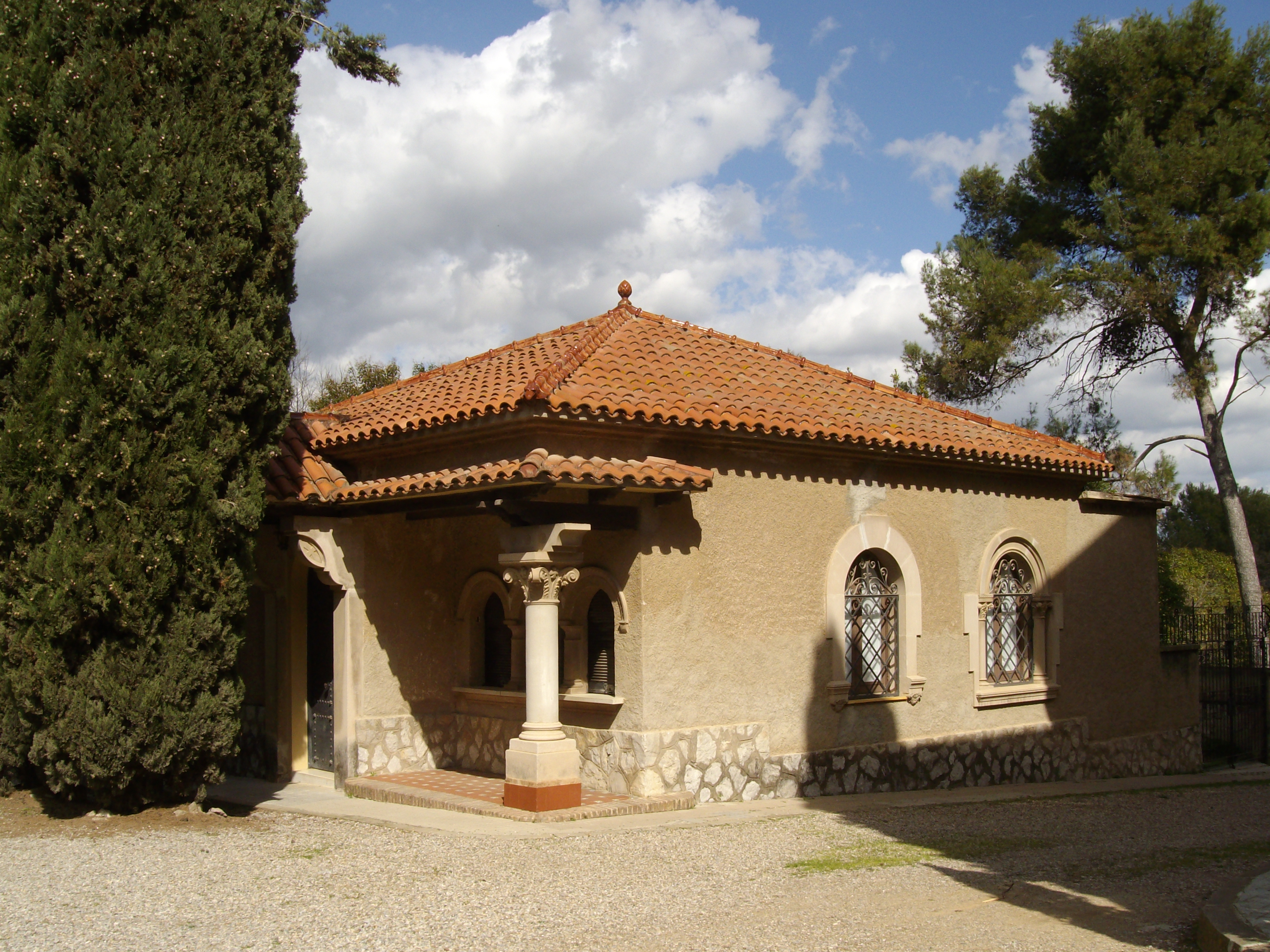
Casa del capellà